# Campbell Walsh
Campbell Walsh (Glasgow, 26 novembre 1977) è un canoista britannico, vincitore di una medaglia d'argento alle Olimpiadi di Atene 2004 nel K1 slalom.

## Palmarès
- Olimpiadi

Atene 2004: argento nel K1 slalom.
- Mondiali di slalom

2006 - Praga: bronzo nel K-1.
2007 - Foz do Iguaçu: bronzo nel K-1.
2009 - La Seu d'Urgell: argento nel K-1 a squadre.